# Johann Schauer (Politiker)
Johann Nepomuk Schauer (* 26. April 1840 in Lambach; † 1. Juni 1914 in Wels) war ein österreichischer Advokat, Politiker und Bürgermeister von Wels.

## Leben

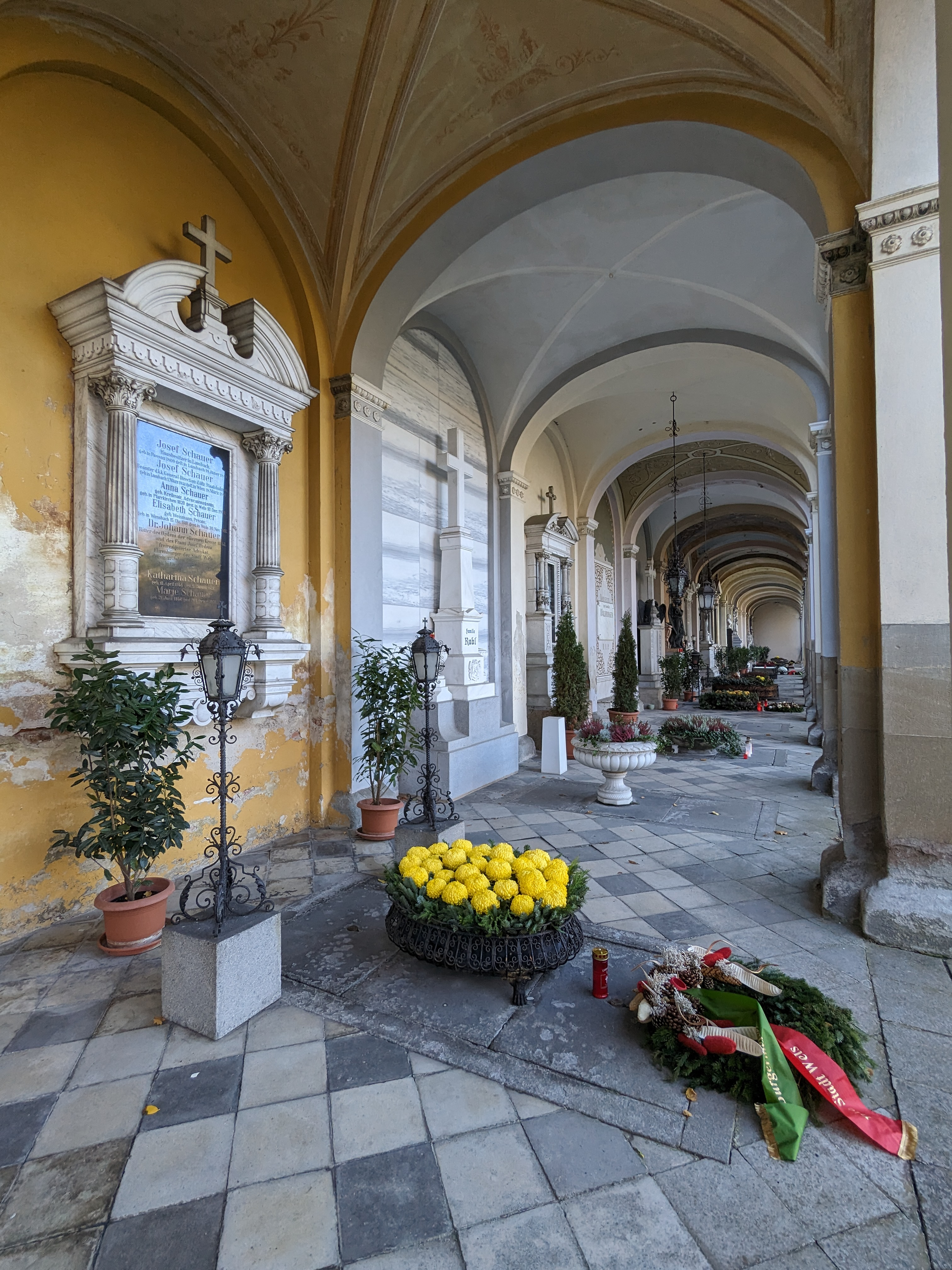
Gruft der Familie Schauer (im Vordergrund) am Welser Stadtfriedhof

Johann Schauer, Sohn eines Seilermeisters, besuchte das Stiftsgymnasium Kremsmünster. Von 1860 bis 1864 studierte er Rechtswissenschaften an der Universität Wien, 1866 promovierte er in Innsbruck zum Dr. jur., daneben besuchte er die Akademie der bildenden Künste Wien. Ab 1864 war er in einer Kanzlei in Wels als Konzipient tätig, von 1871 bis 1910 als selbständiger Advokat. Im Jahr 1874 wurde er in den Gemeinderat gewählt, 1887 wurde er Bürgermeister von Wels. Von 1890 bis 1892 und von 1896 bis 1914 war er liberaler oberösterreichischer Landtagsabgeordneter und von 1889 bis 1897 Reichsratsabgeordneter, dort gehörte er der Verfassungspartei an.
Während seiner Amtszeit wurden eine neue Traunbrücke, das Kreisgerichtsgebäude, die Landwehrkaserne und das Schlachthaus erbaut. Er förderte das Schulwesen und die Stadtbibliothek und war Mitbegründer des Verschönerungsvereins und der Stadtkapelle. Im Jahr 1863 war er einer der Gründer der Freiwilligen Feuerwehr Wels, von 1884 bis 1904 war er Obmann des Zentralausschusses des oberösterreichischen Landesfeuerwehrverbandes. Schauer war auch als begabter Zeichner und Landschaftsmaler bekannt.
Schauer, der mit Anna Kreilmayr verheiratet war, aber keine Kinder hatte, war Ehrenbürger von Wels.